# Fissidentalium malayanum
Fissidentalium malayanum är en blötdjursart som först beskrevs av Charles Hercules Boissevain 1906.  Fissidentalium malayanum ingår i släktet Fissidentalium och familjen Dentaliidae. Inga underarter finns listade i Catalogue of Life.